# Фарова, Габина
Габина Фарова, собственно Габриэла Фарова (чеш. Gabina Fárová, Gabriela Fárová, 1 апреля 1963, Прага) — чешский фотограф.

## Биография
Отец — художник, скульптор, сценограф Либор Фара (1925—1988), мать — фотограф и историк фотографии, диссидент Анна Фарова (урожденная Аннетта Шафранек, 1928—2010, по материнской линии француженка). Родители были близки к чешским (а через них — французским) сюрреалистам. Габриэла закончила в 1982 художественную школу, в 1982-1983 выступала моделью Яна Саудека, Хельмута Ньютона и др. С 1983 занималась фоторепортажем, с того же времени участвовала в коллективных выставках. Сотрудничала с самиздатом. Первая персональная выставка состоялась в 1985. В 1990 окончила Академию кино и телевидения в Праге.
В 1989 вместе со словацким фотографом Тоно Стано основала агентство Radost, возглавила его. Издает журнал Post.

## Творчество
Известна своими портретами, фотографиями обнажённой натуры. В 2008 её альбом Маневры вышел с предисловием Яхима Тополя.